# سیارک ۲۷۷۱۱
سیارک ۲۷۷۱۱ (به انگلیسی: 27711 Kirschvink، نامگذاری:1988VT4) بیست و هفت هزار و هفتصد و یازدهمین سیارک کشف شده‌است که در ۴ نوامبر ۱۹۸۸ کشف شد.